# Kokoro no nai Machi
Kokoro no nai Machi (ココロノナイマチ , övers. Den hjärtlösa staden?) är en singel av det japanska rockbandet MUCC som släpptes den 30 mars 2005. Singeln nådde som bäst plats 20 på den japanska singeltoppen och såldes under första veckan i 7 952 exemplar.

## Låtlista
1. "Kokoro no nai Machi" (ココロノナイマチ)
2. "Tsuki no Sakyuu" (月の砂丘)
3. "Tsuki no Sakyuu (piano version)" (月の砂丘(ピアノバージョン))